# Pretty Maids
Pretty Maids je dánská heavymetalová hudební skupina založená v roce 1981 zpěvákem Ronniem Atkinsem a kytaristou Kenem Hammerem. Na hudební scéně debutovali o dva roky později extended playem Pretty Maids a ten samý rok vystupovali na skandinávském turné jako předkapela Black Sabbath. Plnohodnotné debutové album, jež pojmenovali Red, Hot and Heavy, vydali v roce 1984 u vydavatelství CBS Records. Deska byla kladně přijata hudebními kritiky a kapela od té doby vydala dalších třináct studiových alb, včetně zatím posledního Kingmaker (2016).
V květnu roku 2017 opustil skupinu bubeník Allan Tschicaja, o osm dní později ho nahradil Allan Sørensen.
V červenci 2019 byli Pretty Maids nuceni zrušit účast na rockovém festivalu ProgPower ve Spojených státech amerických.

## Členové
- Ronnie Atkins – zpěv (od 1981)
- Ken Hammer – kytara (od 1981)
- Rene Shades – basová kytara (2004, od 2011)
- Chris Laney – klávesy, kytara (od 2016)
- Allan Sørensen – bicí (od 2017)

Bývalí členové
- John Darrow – basová kytara (1981–1984)
- Phil More – bicí (1981–1990)
- Alan Owen – klávesy (1981–2006)
- Pete Collins – kytara (1981–1989)
- Allan Delong – basová kytara (1984–1990)
- Ricky Marx – kytara (1989–1991)
- Michael Fast – bicí (1991–2005)
- Kenn Jackson – basová kytara (1991–2010)
- Morten Sandager – klávesy (2006–2016)
- Hal Patino – basová kytara (2010–2011)
- Allan Tschicaja – bicí (2006–2017)

Časová osa

## Diskografie
- Red Hot and Heavy (1984)
- Future World (1987)
- Jump the Gun (1990)
- Sin-Decade (1992)
- Stripped (acoustic) (1993)
- Scream (1994)
- Spooked (1997)
- Anything Worth Doing Is Worth Overdoing (1999)
- Carpe Diem (2000)
- Planet Panic (2002)
- Wake Up to the Real World (2006)
- Pandemonium (2010)
- Motherland (2013)
- Louder Than Ever (2014)
- Kingmaker (2016)
- Undress Your Madness (2019)
- A Blast from the Past (2019)